# 七大不可思議
七大不可思議（日语：／ nana fushigi */?）是日語中指某地域或場所的7件不可思議之事。轉用在總稱7件不可思議的事物、現象，做為怪談的形式之一也很有名。

## 概要
在日本，古老的七不思議有諏訪大社七大不可思議、遠州七大不可思議等。七不思議指無法說明的現象、奇異的傳承・傳說的總稱，不限定妖怪、超常現象，也包含一般性的名所等事物。
江戶時代以後，作為怪奇談的一種形式廣為流傳，本所七大不可思議等在此時出現。如同現代在日本、台灣的學校廣泛流傳的都市傳說「學校七大不可思議」之類的怪談也很多。也有類似吉原七大不可思議、將棋界七大不可思議等單純是無法說明或無科學根據的笑話、運兆總稱七不思議之例。

## 七不思議之例

### 一般例
- 諏訪大社七大不可思議 - 在諏訪大社流傳。上社和下社全體共11個。
- 遠州七大不可思議 - 在遠州（靜岡縣）流傳。
- 越後七大不可思議 - 在越後國（新潟縣）流傳。
- 伊豆七大不可思議 - 在靜岡縣伊豆半島流傳。
- 姫島七大不可思議 - 在大分縣姫島流傳。
- 粕尾七大不可思議 - 在栃木縣鹿沼市中粕尾流傳。
- 高野山七大不可思議 - 在和歌山縣高野山流傳。
- 法隆寺七大不可思議 - 在奈良法隆寺流傳。
- 知恩院七大不可思議 - 在京都知恩院流傳。

### 怪談系
- 本所七大不可思議 - 在本所（東京都墨田區）流傳的奇談・怪談集。
- 學校七大不可思議 - 學校怪談的形式之一。

### 其他
- 吉原七大不可思議 - 在吉原（東京都台東區）流傳。
- 島原七大不可思議 - 在島原（京都府京都市）流傳。